# Le Miracle de l'amour (album)
 (septembre 2012).
Si vous disposez d'ouvrages ou d'articles de référence ou si vous connaissez des sites web de qualité traitant du thème abordé ici, merci de compléter l'article en donnant les références utiles à sa vérifiabilité et en les liant à la section « Notes et références ».
Albums de Hélène Rollès
Je m'appelle Hélène
(1993) Toi... Émois
(1995)
Singles
1. Le Miracle de l'amour
Sortie : Novembre 1994
2. Moi aussi je vous aime
Sortie : Mars 1995
3. Imagine
Sortie : Juin 1995

Le Miracle de l'amour est le quatrième album studio de la chanteuse Hélène Rollès. Il est sorti en novembre 1994 chez AB Disques/BMG.

## Historique
Cet opus contient le générique de la sitcom Le Miracle de l'amour, suite d'Hélène et les Garçons diffusée sur TF1.
Il fut enregistré dans les studios Sixteen Avenue Sound de Nashville aux États-Unis.
Avec cet album, Hélène Rollès se produit sur la scène de Bercy en janvier 1995 pour 6 représentations puis en tournée en Europe pendant 2 mois.
Outre les pays francophones, l'album est sorti également en Norvège, en Russie et en Asie. Il s'est écoulé à plus de 160 000 exemplaires selon Infodisc. 

## Liste des chansons
1. Moi aussi je vous aime
2. Imagine
3. A force
4. Toujours par amour
5. Un ami
6. Un an d'armée
7. Personne
8. Sous le soleil
9. Méfie-toi des garçons
10. Le Miracle de l'amour
11. La valse du temps
12. Pauvre blues

## Singles
- Novembre 1994 : Le Miracle de l'amour
- Mars 1995 : Moi aussi je vous aime
- Juin 1995 : Imagine

## Crédits
- Paroles : Jean-François Porry
- Musiques : Jean-François Porry / Gérard Salesses

## Musiciens
- Clavier : Gérard Salesses
- Basse : Dan Kerce
- Batterie : Craig Kramps
- Guitare : Kenny Greenberg
- Piano : Ronnie Caudsrey
- Guitares : Jack Pearson / Claude Samard
- Choristes : Francine Chantereau / Martine Latorre

## Classements
| Pays   | Meilleure position |
| ------ | ------------------ |
| France | 16                 |